# توماس غولدسميث الابن
توماس توليفر غولدسميث الابن (بالإنجليزية: Thomas Toliver Goldsmith Jr.)‏ هو فيزيائي أمريكي، ولد في 9 يناير 1910 في غرينفيل في الولايات المتحدة، وتوفي في 5 مارس 2009 في لاسي في الولايات المتحدة.